# William Davis Gallagher
William Davis Gallagher (ur. 1808, zm. 1894) – dziennikarz i poeta amerykański. Urodził się w Filadelfii 21 sierpnia 1808. Uczył się w Lancasterian Seminary in Cincinnati, gdzie poznał podstawy rzemiosła drukarskiego. Swoje umiejętności wykorzystywał w redakcji lokalnego tygodnika religijnego Remembrancer. W latach 1824–1826 anonimowo pisał teksty do Cincinnati Literary Gazette. W 1841 wydał antologię Selections from the Poetical Literature of the West. Jego wiersze zostały włączone do wielu antologii. Do najbardziej znanych jego utworów należą The Cardinal Bird i Autumn In The West. Zmarł 27 czerwca 1894.